# براوليو غارسيا
براوليو غارسيا (بالإسبانية: Braulio)‏ هو كاتب أغاني ومغني إسباني، ولد في 22 يوليو 1946 في سانتا ماريا دي غيا دي غران كناريا في إسبانيا.

## وصلات خارجية
- براوليو غارسيا على موقع IMDb (الإنجليزية)
- براوليو غارسيا على موقع ميوزك برينز (الإنجليزية)
- براوليو غارسيا على موقع ديسكوغز (الإنجليزية)